# Повіт Іванай
Пові́т Івана́й (яп. 岩内郡, いわないぐん, МФА: [iwanai̯ guɴ]) — повіт в Японії, в окрузі Сірібесі префектури Хоккайдо.